# Сурхан
39°17′56″ пн. ш. 65°42′14″ сх. д. / 39.298888888889° пн. ш. 65.703888888889° сх. д.
Сурхан (узб. Surhon, Сурҳон) — міське селище в Узбекистані, в Касанському районі Кашкадар'їнської області.
Статус міського селища з 2009 року.